# Charinus brazilianus
Charinus brazilianus is een soort zweepspin (Amblypygi). Hij komt voor in Brazilië in Espirito Santo.